# Municipio de Scott (condado de Buffalo)
El municipio de Scott (en inglés: Scott Township) es un municipio ubicado en el condado de Buffalo en el estado estadounidense de Nebraska. En el año 2010 tenía una población de 132 habitantes y una densidad poblacional de 1,43 personas por km².

## Geografía
El municipio de Scott se encuentra ubicado en las coordenadas 40°55′00″N 99°15′17″O / 40.91667, -99.25472. Según la Oficina del Censo de los Estados Unidos, el municipio tiene una superficie total de 92.31 km², de la cual 92,31 km² corresponden a tierra firme y (0 %) 0 km² es agua.

## Demografía
Según el censo de 2010, había 132 personas residiendo en el municipio de Scott. La densidad de población era de 1,43 hab./km². De los 132 habitantes, el municipio de Scott estaba compuesto por el 100 % blancos. Del total de la población el 0 % eran hispanos o latinos de cualquier raza.